# Плодівська сільська рада
Плодівська́ сільська́ ра́да — адміністративно-територіальна одиниця та орган місцевого самоврядування в Бахчисарайському районі Автономної Республіки Крим. Адміністративний центр — село Плодове.

## Загальні відомості
- Населення ради: 3 012 особи (станом на 2001 рік)

## Населені пункти
Сільській раді підпорядковані населені пункти:
- с. Плодове
- с. Брянське
- с. Гірка
- с. Дібрівка
- с. Дорожнє

## Склад ради
Рада складається з 20 депутатів та голови.
- Голова ради: Тарасюк Анатолій Миколайович

### Керівний склад попередніх скликань
| Прізвище, ім'я, по батькові  | Основні відомості                                                 | Дата обрання | Дата звільнення |
| ---------------------------- | ----------------------------------------------------------------- | ------------ | --------------- |
| Козоріз Василь Григорович    | Сільський голова, 1952 року народження, безпартійний              | 26.03.2006   | 31.10.2010      |
| Тарасюк Анатолій Миколайович | Сільський голова, 1962 року народження, освіта вища, безпартійний | 31.10.2010   |                 |

Примітка: таблиця складена за даними сайту Верховної Ради України

### Депутати
За результатами місцевих виборів 2010 року депутатами ради стали:

#### За суб'єктами висування
| Суб'єкт висування           | Кількість обраних депутатів | %  |
| --------------------------- | --------------------------- | -- |
| Самовисування               | 15                          | 75 |
| Партія регіонів             | 4                           | 20 |
| Комуністична партія України | 1                           | 5  |

#### За округами
| № округу                    | Прізвище, ім'я, по батькові     | Дата визнання обраним | Освіта             | Партійна приналежність            | Відомості про обраного депутата                      |
| --------------------------- | ------------------------------- | --------------------- | ------------------ | --------------------------------- | ---------------------------------------------------- |
| Комуністична партія України |                                 |                       |                    |                                   |                                                      |
| 15                          | Самойленко Ірина Районгольдівна | 05.11.2010            | середня            | член Комуністичної партії України | тимчасово не працює                                  |
| Партія регіонів             |                                 |                       |                    |                                   |                                                      |
| 3                           | Ананьєв Миколай Вікторович      | 05.11.2010            | середня            | член Партії регіонів              | тимчасово не працює                                  |
| 12                          | Токарева Марія Георгіївна       | 05.11.2010            | середня спеціальна | член Партії регіонів              | Дубровский фельдшерсько-акушерський пункт, заступник |
| 17                          | Євтушенко Тетяна Степанівна     | 05.11.2010            | середня спеціальна | член Партії регіонів              | тимчасово не працює                                  |
| 19                          | Боровик Олена Миколаївна        | 05.11.2010            | середня            | член Партії регіонів              | с/з «Плодове», робоча                                |
| Самовисування               |                                 |                       |                    |                                   |                                                      |
| 1                           | Радченко Григорій Іванович      | 05.11.2010            | середня            | позапартійний                     | с/з «Плодове», сторож                                |
| 2                           | Кудинова Галина Олександрівна   | 05.11.2010            | вища               | позапартійна                      | с/з «Плодове», бухгалтер ЖКХ                         |
| 4                           | Абдураманов Куртмемет           | 05.11.2010            | вища               | позапартійний                     | с/з «Плодове», агроном — полевод                     |
| 5                           | Абібуллаєв Бекір Якубович       | 05.11.2010            | вища               | позапартійний                     | телерадіокомпания г. Севастополь, асистент оператора |
| 6                           | Хиясідінов Куртвєли             | 05.11.2010            | вища               | позапартійний                     | тимчасово не працює                                  |
| 7                           | Урайкина Ольга Вікторівна       | 05.11.2010            | середня спеціальна | позапартійна                      | ПП «Кириченко Е. И.», продавец                       |
| 8                           | Максименко Віктория Вікторівна  | 05.11.2010            | середня спеціальна | позапартійна                      | в/ч А3666-11, начальник медпункта                    |
| 9                           | Бекіров Сеітжеліл Сейтмеметович | 05.11.2010            | середня спеціальна | позапартійний                     | тимчасово не працює                                  |
| 10                          | Мосенцева Тетяна Григорівна     | 05.11.2010            | середня спеціальна | позапартійна                      | с/з «Плодове», робоча                                |
| 11                          | Рижман Миколай Миколайович      | 05.11.2010            | середня спеціальна | позапартійний                     | с/з «Плодове», бригадир                              |
| 13                          | Андреева Наталя Вікторівна      | 05.11.2010            | вища               | позапартійна                      | с/з «Плодове», зав. лабораторією                     |
| 14                          | Защук Олександра Єфремівна      | 05.11.2010            | вища               | позапартійна                      | пенсіонер                                            |
| 16                          | Муродосилова Гульнар Зебіївна   | 05.11.2010            | середня спеціальна | позапартійна                      | тимчасово не працює                                  |
| 18                          | Мустафаєва Айше Фахріївна       | 05.11.2010            | вища               | позапартійна                      | Плодовська загальноосвітня школа, вчитель            |
| 20                          | Умеров Енвер Бекірович          | 05.11.2010            | середня            | позапартійний                     | тимчасово не працює                                  |